# Kisewo
Kisewo (kaszb.Kisewò) – wieś w Polsce położona w województwie pomorskim, w powiecie wejherowskim, w gminie Łęczyce.
Według danych na dzień 31 grudnia 2006 roku wieś zamieszkuje 142 mieszkańców na powierzchni 7,1 km².
Na południe od wsi znajduje się Rybacka Góra.
W latach 1975–1998 miejscowość administracyjnie należała do województwa gdańskiego.

## Historia
Wieś leży na terenie historycznej ziemi lęborskiej, z którą dzieliła dosyć zmienne koleje losu. W XIII w. znajdowała się w granicach efemerycznego księstwa białogardzkiego, zarządzanego przez księcia Racibora (zm. 1272), młodszego brata księcia gdańskiego Świętopełka II (zm. 1266), następnie przeszła pod bezpośrednie władanie syna Świętopełka - Mściwoja II (zm. 1294). Bo bezpotomnej śmierci Mściwoja II wraz z całym Pomorzem Gdańskim została przyłączona do Wielkopolski, a po śmierci króla Przemysła II (1296) podlegała kolejnym władcom krakowskim: Władysławowi Łokietkowi (1296-1300) i królowi czeskiemu i polskiemu Wacławowi II (1300-1305). Po śmierci Wacława II i jego syna Wacława III (1306) znalazła się ponownie pod panowaniem księcia Władysława Łokietka, który utracił ją wraz z całym Pomorzem Gdańskim na rzecz Krzyżaków w latach 1308-1309. Po wojnie trzynastoletniej (1454-1466) nie wróciła bezpośrednio do Polski, tylko jako lenno znajdowała się pod zarządem książąt zachodniopomorskich z dynastii Gryfitów, która wymarła w 1637 r. W latach 1637–57 ponownie należała bezpośrednio do Polski, jednak w okresie II wojny północnej (tzw. potopu) została przekazana w lenno margrabiom brandenburskim. Po I rozbiorze Polski (1772) została bezpośrednio przyłączona do brandenburskiej prowincji pomorskiej, od 1870 r. należała do zjednoczonej Rzeszy Niemieckiej, po 1918 r. do Republiki Weimarskiej i III Rzeszy, a po II wojnie światowej jeszcze raz wróciła do Polski. Jeśli przyjmiemy za umowny początek historii Kisewa rok 1200, to w ciągu ok. 800 lat swojej historii (do 2000 r.) przez 67 lat (1227-1294) należała do księstwa wschodniopomorskiego, przez 146 lat (1308-1454) do państwa krzyżackiego, przez 173 lata (1772-1945) do Królestwa Pruskiego, II Rzeszy, Republiki Weimarskiej i III Rzeszy, a przez 414 lat do Polski, jednak w tym czasie przez 298 lat (1454-1637, 1657-1772) była lennem polskim w rękach książąt zachodniopomorskich, a później elektorów brandenburskich.
Średniowieczne dzieje Kisewa są bardzo słabo oświetlona źródłami pisanymi. Nie zachowały się dotyczące tych dóbr nadania czy przywileje krzyżackie. Podstawowym zobowiązaniem dziedziców dóbr rycerskich wobec Krzyżaków, tj. lenników (wasali) wobec swojego suwerena, była służba zbrojna, która – jak wynika z przywilejów zachowanych dla innych okolicznych dóbr – określana była jako ein platendienst zcu allen herverten, zcu landweren, czyli służba w zbroi zwanej „płatami” wraz z własną służbą, w granicach kraju, tj. Prus, na każde wezwanie panów zakonnych (czyli bez ograniczeń czasowych). Oprócz tego do jej stałych elementów należało również zobowiązanie do pomagania w budowie nowych zamków i naprawie lub rozbiórce starych. Kisewo (Kyssow) jest po raz pierwszy wzmiankowane w rejestrze służb rycerskich komturstwa gdańskiego z ok. 1400 r. jako zobowiązane do jednej tego rodzaju służby rycerskiej (ein dinst).
Obok służby wojskowej drugim rodzajem obciążeń majątków rycerskich na rzecz władzy zakonnej były czynsze pieniężne, daniny w naturze i służby o charakterze gospodarczym. Wymiar tych powinności był zależny od nadań zapisanych w przywilejach, ale także od prawa, którym posługiwali się posiadacze owych majątków. W przypadku Kisewa było to tradycyjne prawo polskie, funkcjonujące od czasów przedkrzyżackich. Według rejestru podatkowego okręgu lęborskiego z początku XV w. właściciele Kisewa (Kissow) byli wówczas zobowiązani do płacenia aż czterech różnych podatków określanych jako: swin (świnia), ku lub kuo (niem. Kuh – krowa), prowod (tj. przewód) i kossingeld (tzw. kośne). Danina „świni i krowy”, wybierana zbiorczo od całej wsi, została pod koniec XIV w. zamieniona na roczny czynsz wysokości 16 skojców za świnię i 6 skojców za krowę. Posługa zwana „przewodem”, znana w całej średniowiecznej Polsce, polegała na zobowiązaniu do przewożenia przedmiotów należących do władcy lub jego urzędników. Podobnie jak danina „świni i krowy” była ona przypisana do całej wsi, a nie do poszczególnych mieszkających w niej rycerzy. Także i ona została do końca XIV w. zastąpiona przez krzyżaków ekwiwalentem pieniężnym w wysokości 4 skojców. W przypadku Kisewa rejestr podatkowy wymienia również podatek określany jako „kośne”, przy którym zaznaczono, że jest on płacony od 3 radeł (kossingeld von 3 hoken). W dobrach rycerskich była to podatek uiszczany od ziemi uprawianej przez chłopów, których rycerze osadzili w swoich dobrach. Można go zatem uznać za świadectwo wyższego statusu danej posiadłości, w której rycerz nie był zdany tylko na siły swojej rodziny i czeladzi, ale mógł także wymagać określonych posług od swoich poddanych. W Kisewie były to zapewne trzy rodziny chłopskie tworzące małą wieś przy dworze i folwarku pańskim. "Kośne" było wybierane w wysokości 4 skojców od radła (radło = ok. 35 ha), w sumie zatem właściciele Kisewa musieli w 1 poł. XV w. wpłacać rokrocznie do kasy urzędnika krzyżackiego w Lęborku po 38 skojców ówczesnej monety (1 skojec = 30 fenigów).

## Zabytki
Około 300 m na południe od zabudowy wsi, po wschodniej stronie drogi z Kisewa do Lęborka, na terenie dawnego wyrobiska żwiru, znajduje się okazały głaz narzutowy o obwodzie ok. 15,5 m i wysokości dochodzącej do 3 m, zwany popularnie Diabelskim Kamieniem. Prawdopodobnie został on odkopany dopiero pod koniec XIX w. w trakcie kopania kruszywa na budowę sąsiedniej drogi. Jeszcze w okresie międzywojennym pozyskiwano z niego materiał skalny, o czym świadczą ostre, jakby sztucznie ociosane, krawędzie. 
W lesie ok. 200 m na południe od wsi, na wysokości Diabelskiego Kamienia, znajdują się pozostałości nieużytkowanego cmentarza ewangelickiego z 2 poł. XIX w., na terenie którego zachowały się resztki kilkudziesięciu nagrobków. 